# Sólyom Márk
Sólyom Márk (Veszprém, 1983. július 22.) magyar történész, tankönyvszerző, egyetemi docens, az MTA köztestületének tagja.

## Munkássága
2014 és 2016 között az Oktatáskutató és Fejlesztő Intézet (OFI) tananyagfejlesztője, tankönyvszerző volt. Az ELTE BTK Ókortörténeti Tanszékének tanszékvezető egyetemi tanárával, az MTA doktorával, Németh György professzorral társszerezte az OFI 5. osztályos történelem kísérleti tankönyvét, amelyet 2016-ban újgenerációs tankönyvvé minősítettek és 2020-ig volt használatban a magyar alsófokú oktatásban. Ugyancsak társszerzője a 2014 és 2020 között használt, OFI-féle 6. osztályos történelem tankönyvnek és az 5., 6., és 7. osztályos történelem munkafüzeteknek is.
2016-ban az MTA-DE Lendület kutatócsoportja által a "Magyarország a középkori Európában" program keretében készült el Priskos rhétór töredékeinek első teljes magyar nyelvű kiadása, amelyhez a hsziungnuktól, vagyis az ázsiai hunoktól Justinianus császár koráig eljutó, közel 1000 évet átölelő kommentárt írt a hunok történetéről. A "Hunok és rómaiak. Priskos rhétór összes töredéke" című kötet névmutatóit is ő készítette.
Doktori (PhD) fokozatát az ELTE BTK Történelemtudományi Doktori Iskolájának Ókortörténeti Doktori Programjában szerezte. Disszertációjának témája az V. század elején íródott Epitome de Caesaribus című breviárium volt, amely az utolsó ismert latin nyelvű pogány történeti munka. A mű fordítására, kommentálására és a szerző, valamint a korszak bemutatására vállalkozott. Az "Epitome de Caesaribus – Az utolsó latin nyelven írt pogány történeti munka" című disszertációját 2019 februárjában védte meg summa cum laude minősítéssel. A disszertáció 2020-ban könyv formátumban is megjelent az Attraktor Kiadó gondozásában, "Rövid könyv az imperatorok életéről és erkölcseiről. Epitome de Caesaribus" címmel.
2019 szeptemberétől egyetemi adjunktus, a Kodolányi János Egyetem Történelem Tanszékén Archiválva 2020. október 29-i dátummal a Wayback Machine-ben ókori és középkori történelemmel kapcsolatos tantárgyakat oktat. 2021-ben egyetemi docenssé nevezik ki. 2021 és 2024 között OTKA posztdoktori (PD) kutató. Kutatási projektjének címe: Marcellinus comes és a sztyeppe nomádjai. Hadtörténet (375-568 AD).

## Kutatási területei
- Késő ókor (235-641)
- Római epitomék és breviáriumok
- Római ellencsászárok és trónbitorlók
- A kései Római Birodalom ellenségei: hunok és egyéb sztyeppei népek, germánok, szászánidák
- Római numizmatika
- Pogány monoteizmus (henoteizmus), neoplatonizmus
- Iskolai történelemtankönyvek, munkafüzetek.

## Művei szerzőként vagy társszerzőként
- Történelem 5. Újgenerációs tankönyv. Budapest, Oktatáskutató és Fejlesztő Intézet (OFI), 2016.
- Történelem 6. Újgenerációs tankönyv. Budapest, Oktatáskutató és Fejlesztő Intézet (OFI), 2017.
- Történelem 5. munkafüzet. Budapest, Oktatáskutató és Fejlesztő Intézet (OFI), 2016.
- Történelem 6. munkafüzet. Budapest, Oktatáskutató és Fejlesztő Intézet (OFI), 2017.
- Történelem 7. munkafüzet. Budapest, Oktatáskutató és Fejlesztő Intézet (OFI), 2018.
- Hunok és rómaiak. Priskos Rhétór összes töredéke. Máriabesnyő-Gödöllő, Attraktor Kiadó, 2017. ISBN 978-615-5601-37-8
- Rövid könyv az imperatorok életéről és erkölcseiről. Epitome de Caesaribus. Máriabesnyő, Attraktor Kiadó, 2020. ISBN 978-615-5601-94-1
- Festus: A római nép viselt dolgainak breviáriuma. Máriabesnyő, Attraktor Kiadó, 2020. ISBN 978-615-6173-12-6
- Sólyom Márk: A római-perzsa háborúk (Kr.e. 92 - Kr.u. 628). A római-párthus és a római-szászánida diplomáciai konfliktusok és fegyveres összecsapások rövid története. Máriabesnyő, Attraktor Kiadó, 2021. ISBN 978-615-6173-32-4
- Marcellinus comes: Krónika. A Keletrómai Birodalom 379 és 548 közötti története. Keszthely, Peko Kiadó (Hadiakadémia), 2024. ISBN 978-615-6602-07-7
- Sólyom Márk: A Keletrómai Birodalom és a sztyeppei népek háborúi, 375-568. A keletrómai-hun, a keletrómai-bolgár és a keletrómai-szabir diplomáciai konfliktusok és fegyveres összecsapások története. Keszthely, Peko Kiadó (Hadiakadémia), 2024. ISBN 978-615-6602-09-1
- Márk Sólyom: Military Conflicts between the Eastern Roman Empire and the steppe (375-568 AD). A short history of the diplomatic conflicts and battles between the Eastern Roman Empire and the Hunnic, Bulgar and Sabir tribal alliances. Keszthely, Peko Publishing, 2024. ISBN 978-615-6602-49-7